# 跨棋
跨棋，是流傳於浙江寧波寧海縣等地的跳棋類遊戲，類似小蝶跳棋。

## 棋具
- 棋盤為兩個三角形共用一個頂點，內部各有一橫一豎直線，組成共十三個棋點，如蝴蝶形狀。

- 以兩色棋子區分敵我，每方各五枚。

## 棋規
- 棋子皆放在棋點上。每方將己棋全放在己側三角形除中心點外的五個棋點。

- 任何棋子皆須需沿線移動。

- 每回合玩家可能有二種行動：
  - 跳吃。己棋跳過一枚鄰位的敵棋落到同線的緊連空點，然後把被跳過的敵棋移出棋盤，能連跳吃一次。
  - 移動一己子至空鄰位。

- 消滅或阻塞對方棋子獲勝。[1]